# Pedro Antonio Sánchez
Pedro Antonio Sánchez López (Puerto Lumbreras, 30 de enero de 1976) es un expolítico español del Partido Popular, presidente de la Región de Murcia entre 2015 y 2017. En septiembre de 2017 abandonó la política para afrontar la defensa de las acusaciones a las que entonces se enfrentaba. En septiembre de 2022 comenzó el juicio por el Caso Auditorio, en el que «el político del PP está procesado por prevaricación continuada y fraude en subvenciones, aborda la construcción de un teatro en Puerto Lumbreras en 2005». Fue condenado a 3 años de prisión el 6 de marzo de 2023.

## Biografía

### Orígenes familiares y juventud
Nacido en Puerto Lumbreras el 30 de enero de 1976, nieto de emigrantes e hijo de comerciantes de aquella localidad murciana.
Licenciado en Ciencias Políticas y Sociología por la Universidad de Granada, durante sus estudios fundó en aquella ciudad la Asociación de Estudiantes Murcianos.

### Actividad política
Tras su inicio en las Nuevas Generaciones del Partido Popular ocupó diversos cargos tanto en el Gobierno de la Región de Murcia como en el Ayuntamiento de Puerto Lumbreras, así como en el Partido Popular de la Región de Murcia. Así fue director general de Juventud (1999-2003), alcalde de Puerto Lumbreras (2003-2013), Consejero de Educación, Universidades y Empleo (2013-2014) y Consejero de Educación, Cultura y Universidades (2013-2015).
En las elecciones autonómicas de 2015 encabezó la candidatura del Partido Popular a la Asamblea Regional de Murcia, ganando las elecciones y quedando tan solo a un escaño de la mayoría absoluta. Elegido Presidente de la Región de Murcia por la Asamblea Regional, comenzando un período que se vería salpicado por las continuas acusaciones interpuestas por los grupos de la oposición y que finalizaría con la renuncia de Sánchez tanto a su cargo en el gobierno como, poco después, en el partido al considerar que de mantenerlos «la situación sería insostenible».

### A su salida de la política
Fue acusado de haber pagado con dinero público para mejorar su imagen, su reputación en redes sociales y su situación en Google. Fue investigado en los casos Auditorio, Pasarelas y Púnica.
Tras el abandono de la actividad política, algunas de las acusaciones que le habían formulado -entre ellas la que motivó su dimisión- fueron desestimadas de forma sucesiva por las autoridades judiciales: «Confirman la absolución de Pedro Antonio Sánchez del caso Pasarelas»  y «La Audiencia Nacional rechaza el recurso de la Fiscalía contra la exculpación de Pedro Antonio Sánchez en Púnica»..
Fue absuelto gracias a una reforma del Gobierno de Rajoy en 2014 que reducía el tiempo de la instrucción a seis meses. La Fiscalía Anticorrupción no pidió la ampliación del plazo de instrucción y el Tribunal Superior de Justicia de Murcia lo absolvió pese a las evidencias en su contra.
En septiembre de 2022 comenzó el juicio por el 'caso auditorio', en el que «el político del PP está procesado por prevaricación continuada y fraude en subvenciones, aborda la construcción de un teatro en Puerto Lumbreras en 2005».
Tras su salida de la política creó la empresa Tempori Parce que facturó 177.939,41 euros y obtuvo unos beneficios de 90.291,35 euros durante el ejercicio 2021, según consta en el Registro Mercantil. Ese mismo año el Instituto de Fomento (Info) le tramitó una ayuda directa de 26.412,28 euros.
La revelación de esta ayuda ha generado críticas de la oposición que pide explicaciones por los vínculos del actual Gobierno regional y el que fuera presidente de la Comunidad.
En marzo de 2023, la Audiencia Provincial de Murcia condena al expresidente de Murcia Pedro Antonio Sánchez a tres años de prisión, una multa de 3600 euros, y 17 años y tres meses de inhabilitación especial para cargo o empleo público, al considerarlo culpable de prevaricación y falsedad en relación con el proyecto del auditorio de Puerto Lumbreras cuando era alcalde de la localidad.
Entre los hechos probados, el delito continuado de prevaricación en concurso, junto a uno de falsedad por encargar a un arquitecto («verbalmente y sin previo expediente») las obras del auditorio municipal, cuando era alcalde de Puerto Lumbreras. Además, los jueces destacan que hizo lo posible para «evitar la libre concurrencia de profesionales en el concurso».
Reside en Miami (Estados Unidos) donde montó una consultoría y trata con empresarios e inversores de toda índole ejerciendo de intermediador.